# Czerników Karski
Czerników Karski – wieś sołecka w Polsce położona w województwie świętokrzyskim, w powiecie opatowskim, w gminie Opatów.
Przez wieś przechodzi  niebieski szlak rowerowy do Opatowa.
W obszar wsi wchodzą:
| SIMC    | Nazwa      | Rodzaj    |
| ------- | ---------- | --------- |
| 0801243 | Murowaniec | część wsi |
| 0801250 | Podrzecze  | część wsi |
| 0801266 | Zarzecze   | część wsi |

## Historia
Wieś notowana w wieku XIV.

Czerników, wieś w powiecie opatowskim. Wspomniana w dokumentach z r. 1328 (Kodeks Wlkp. s 1088) wśród włości biskupstwa lubuskiego (obecnie Czernichów Opatowski). Część tej wsi (należąca do klasztoru łysogórskiego) którą klasztor uzyskał 1308 r. leżała w parafii Opatów, druga, szlachecka w parafii Strzyżowice. 

W r. 1578 w części szlacheckiej Sobikurski i Jagniński płacą pobór od 14 osad, 5 łanów kmiecych 3 zagrodników 1 komornika 14 ubogich.
Według spisu powszechnego z roku 1921spisano w gminie Opatów następujące miejscowości mające w nazwie Czerników:
1. Czerników Jurkowicki – kolonia domów 9, mieszkańców 58
2. Czerników Karski – kolonia domów 15,mieszkańców 105
3. Czerników Karski – wieś domów 11,mieszkańców 71
4. Czerników Opatowski – kolonia domów 5,mieszkańców 34
5. Czerników Opatowski – wieś domów 16 mieszkańców 106

Obecnie pozostały miejscowości Czerników Karski, Czerników Opatowski.